# I Need Some Fine Wine and You, You Need to Be Nicer
I Need Some Fine Wine and You, You Need to Be Nicer è il primo singolo estratto dall'album Super Extra Gravity della band svedese The Cardigans. Pubblicato in Scandinavia il 21 settembre 2005 e successivamente in Canada e nel resto d'Europa, il singolo include come b-side For the Boys e in alcune edizioni anche Explode e My Favourite Game registrati dal vivo al Kiev Sporthall nel dicembre 2003. Il videoclip è stato diretto da Martin Renck e Jakob Ström.

## Tracce
CD singolo 1
1. I Need Some Fine Wine and You, You Need to Be Nicer
2. For the Boys

CD singolo 2
1. I Need Some Fine Wine and You, You Need to Be Nicer - 6:10
2. Explode (Live in Kiev) - 6:53
3. My Favourite Game (Live in Kiev) - 9:51